# آرتور سونسون
آرتور سونسون (انگلیسی: Artur Svensson؛ ۱۶ ژانویه ۱۹۰۱ – ۲۰ ژانویه ۱۹۸۴) دونده اهل سوئد بود.
وی در مسابقات کشوری و بین‌المللی در مجموع برندهٔ ۱ مدال نقره شده‌است.